# Eunicella gazella
Eunicella gazella is een zachte koraalsoort uit de familie Gorgoniidae. De koraalsoort komt uit het geslacht Eunicella. Eunicella gazella werd in 1878 voor het eerst wetenschappelijk beschreven door Studer. 